# Castello di Eger
Il castello di Eger (in tedesco Schloß Erlau, in slovacco Hrad Jáger) è un castello alto-medievale situato a nord di Budapest, nel cuore dell'Ungheria Settentrionale ed è la più estesa fortificazione d'Ungheria. Il castello è stato testimone di mille anni di storia nazionale e, fra le sue mura, è ambientato il popolare romanzo Le stelle di Eger di Géza Gárdonyi.

## Storia

### Le origini
Le origini del castello risalgono a quando l'Ungheria era dominata dal popolo degli Ungari o Magiari, da cui deriva l'odierno nome ungherese del Paese Magyarország. Queste popolazioni avevano costruito il castello intorno all'anno 1000, quando l'Ungheria era sotto il dominio di re Stefano I. Il castello doveva fungere da fortificazione di confine, cioè doveva proteggere il regno dagli invasori esterni.

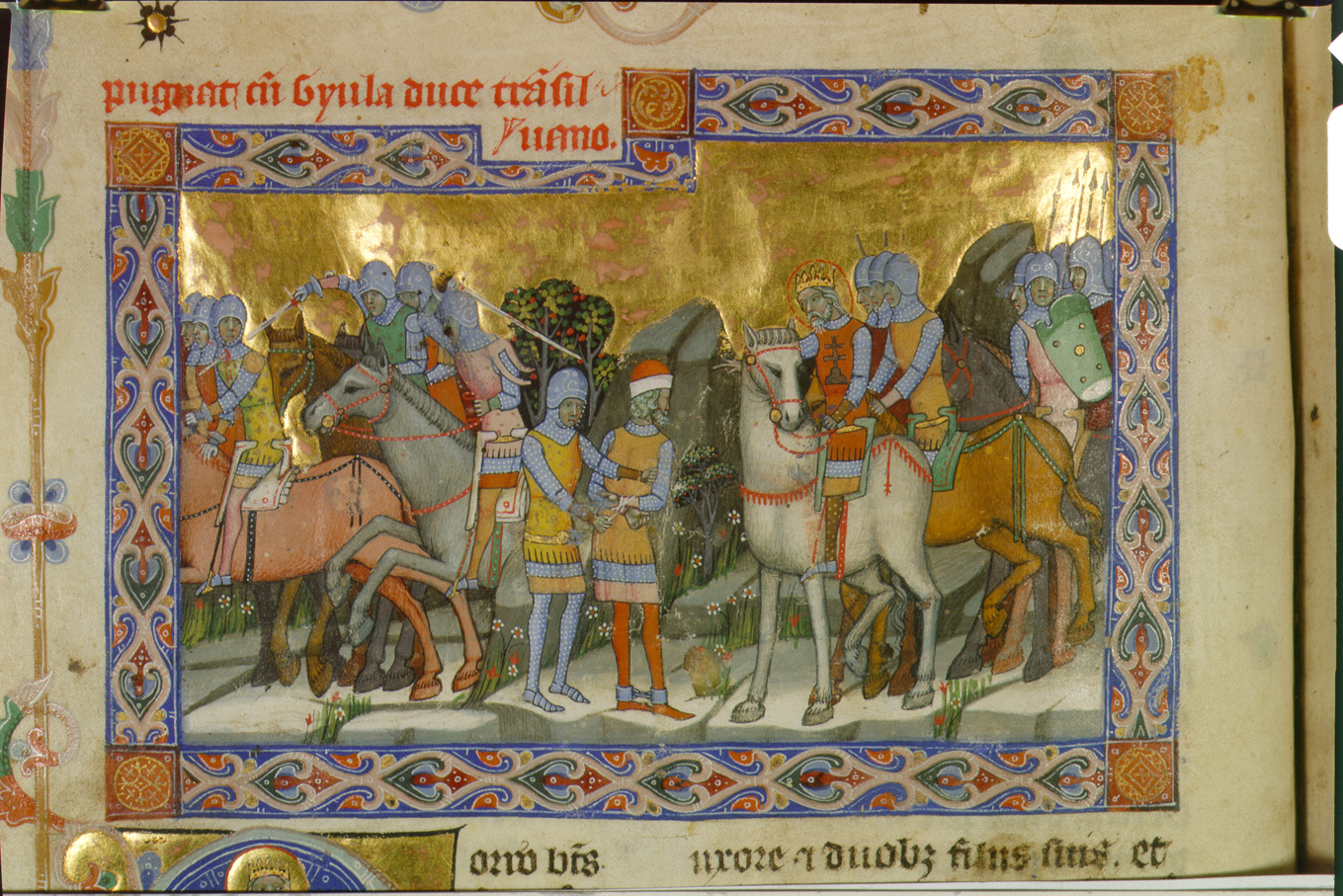
Re Stefano I d'Ungheria in una battaglia.

Però, nel 1241, l'esercito mongolo di Gengis Khan riuscì a distruggere la fortezza e a conquistare l'Ungheria. Dopo l'assedio, la città di Gyöngyös era completamente distrutta e solo poche centinaia di persone erano sopravvissute e furono fatte schiave dai mongoli.

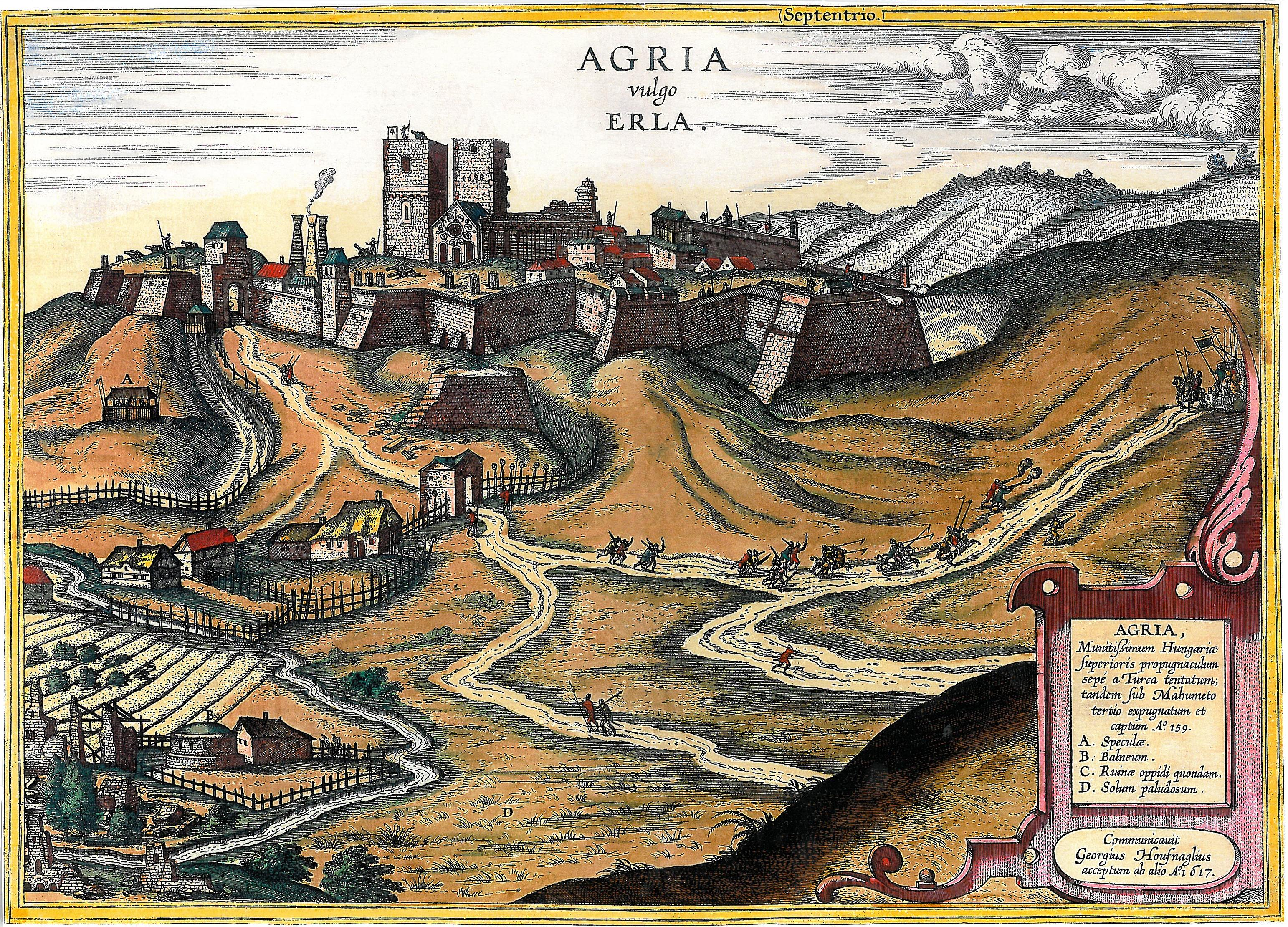
Eger dopo la ricostruzione in una litografia rinascimentale di Gerön Hoefnagel

### Il Quattrocento: la rinascita di Eger
Eger rimase per più di un secolo una specie di “città fantasma”, finché, nel XIII secolo non si decise di ricostruirla. La città tornò a essere un importante centro culturale e vi cominciarono a giungere alcuni artisti da tutta Europa (Francia, Germania, Italia e Polonia). Essi introdussero a Eger le nuove correnti stilistiche e architettoniche rinascimentali. Fu così che furono restaurati gli interni del castello secondo questi nuovi stili.

### Il Cinquecento
All'inizio del Cinquecento fu portata a termine la ricostruzione del castello di Eger con l'edificazione del Püspöki Pálota, il palazzo episcopale di Eger. Solo trent'anni dopo, purtroppo, nel 1552, la città fu nuovamente assediata da circa 150.000 soldati dell'Impero ottomano. Questa volta, però, la popolazione decise di resistere e si ebbe una resistenza di circa due mesi. Il popolo, guidato da István Dobó, cercò in tutti i modi di non far entrare i turchi in città. Dopo la ritirata dei turchi, il castello di Eger divenne famoso in tutta l'Ungheria.

### Dal Settecento a oggi
Nonostante la resistenza degli abitanti di Eger, nel 1596, Eger e l'Ungheria caddero in mano ottomana. Durante questo periodo, furono distrutti edifici religiosi e civili, fra i quali proprio il castello di Eger. Dopo la liberazione dai turchi, avvenuta nel 1687, il castello fu restaurato per la quinta volta nella sua storia. Nel Settecento, il Governatore (voivoda) di Transilvania, il conte Ferenc Rákóczi, guidò l'Insurrezione Ungherese, minando parte del castello, ripristinata solo nel 1925. Durante la Seconda Guerra Mondiale, Eger non subì il minimo danneggiamento e oggi è una delle attrazioni turistiche più amate d'Ungheria.